# Atlantische spookkathaai
De Atlantische spookkathaai (Apristurus laurussonii, synoniem: Apristurus atlanticus) is een vis uit de familie van Pentanchidae, orde van grondhaaien (Carcharhiniformes). De vis kan een lengte bereiken van 68 centimeter.

## Naam
Voor de namen Apristurus laurussonii en A. atlanticus waren twee "Nederlandse" namen bedacht: IJslandse kathaai en Atlantische spookkathaai. Beide wetenschappelijke namen zijn volgens Fishbase echter synoniemen van elkaar en dus zijn de twee "Nederlandse" namen dat ook.

## Leefomgeving
De Atlantische spookkathaai is een zoutwatervis. De vis komt voor in diep water in de Atlantische Oceaan. De diepteverspreiding is 560 tot 1462 meter.

## Relatie tot de mens
De Atlantische spookkathaai is voor de visserij van geen belang. In de hengelsport wordt er weinig op de vis gejaagd.